# 모나코 GP
《모나코 GP》(Monaco GP, モナコGP)는 1979년에 세가에서 출시한 레이싱 게임이다. 이 게임은 세가지 종류로 만들어진 바 있고, 이후 프로 모나코 GP와 슈퍼 모나코 GP가 차례로 만들어졌다.

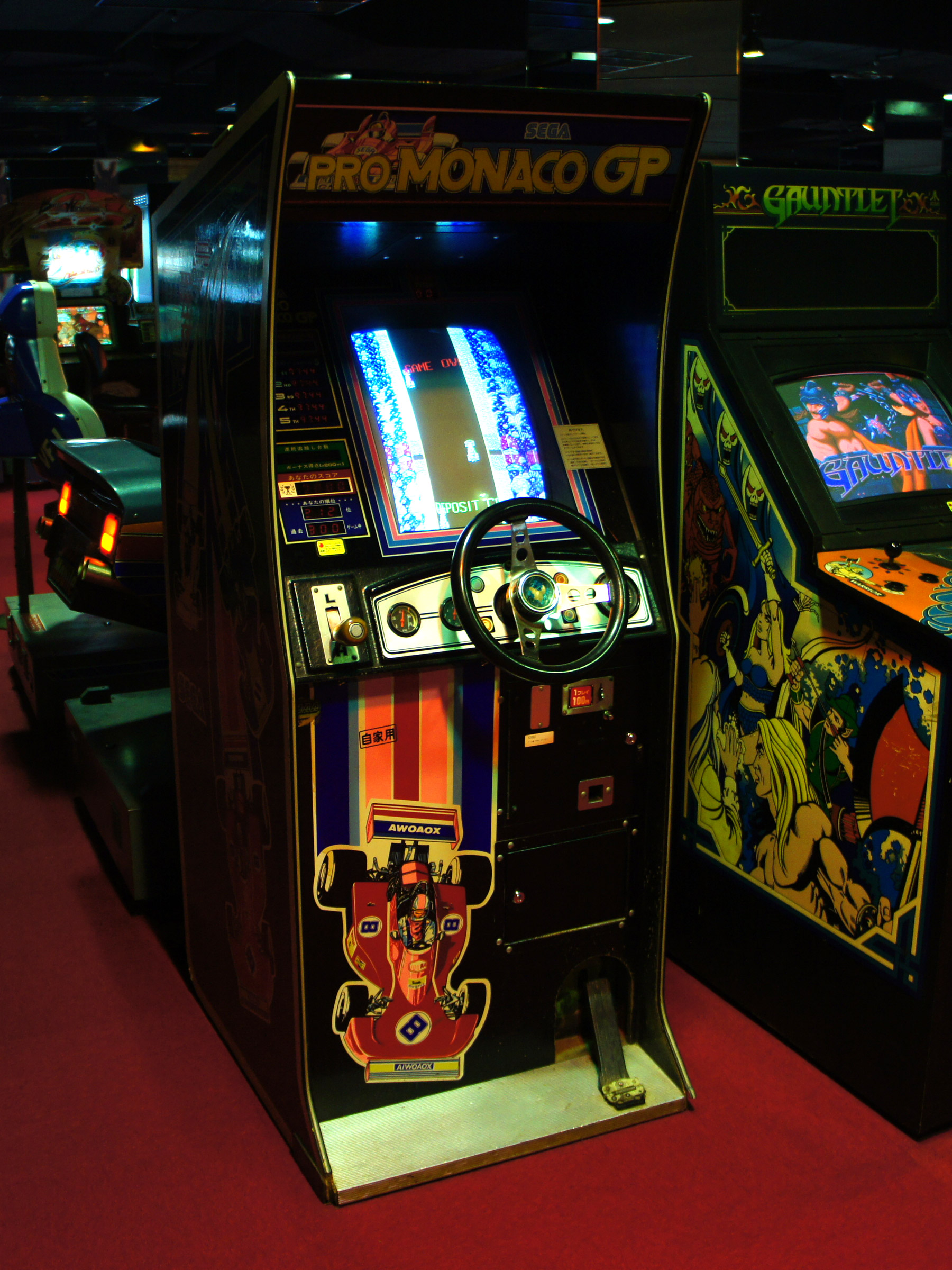
프로 모나코 GP의 캐비넷

이 게임의 점수 모든 부분은 대부분 캐비넷 안에 들어 있는 LED에서 표기 되며, 어트랙트 모드는 상위부분에 '게임 오버' 사인과 아래의 'Deposit Coin'이라는 문구가 적혀 있다.
특이점으로, 이 게임은 CPU 중심이 아닌 TTL 중심의 아날로그형 정보를 담고 있다.
2003년, 세가에서 세가 에이지스 2500의 일환으로 리메이크를 플레이스테이션 2용으로 발매했다.